# Telč
Telč (tjekkisk udtale: [tɛltʃ] ; tysk: Teltsch) er en by i distriktet Jihlava i regionen Vysočina i Tjekkiet med omkring 5.200 indbyggere. Byen er kendt for sit historiske centrum, som er beskyttet ved lov som et bymonumentreservat og er på UNESCOs verdensarvsliste.
Telč består af bydelene Telč-Podolí, Telč-Staré Město, Telč-Štěpnice og Telč-Vnitřní Město og af landsbyen Studnice. Studnice udgør en eksklave af kommunens område.

## Etymologi
Bosættelsen hed oprindeligt Teleč. Navnet blev skabt ved at tilføje det besiddende suffiks til det personlige navn Telec (som betyder "ung kalv") og var maskulint. Det nuværende navn Telč er feminint.

## Geografi
Telč ligger omkring 26 km sydvest for Jihlava i Křižanov højlandet. Det højeste punkt er bakken Studnická Ostražka på 642 meter over havets overflade, beliggende nær Studnice.
Telčský-strømmen løber gennem byen og bidrager med den Moraviske Thaya- flod i syd. Den Moraviske Thaya danner delvist den østlige grænse af det kommunale område. Området er rigt på damme. Sættet af damme Štěpnický, Ulický og Staroměstský ligger i centrum af byen.

## Historie
Ifølge den lokale legende blev byen grundlagt i 1099, men den første skriftlige omtale er fra 1335. Det gotiske slot, gotiske huse og voldgrave blev bygget i midten af 1300-tallet. Udviklingen sluttede under hussitterkrigene. Byen blev erobret af hussitterne, men slottet gjorde modstand.
Telč kom sig langsomt, og endnu en periode med velstand indtraf under Zachariáš af Hradecs styre. I midten af 1500-tallet lod han middelalderborgen genopbygge i renæssancestil. Han lod også de gotiske huse ombygge til renæssancehuse med arkader og dekorerede facader. Under Trediveårskrigen blev byen kort efter besat af den svenske hær. Modreformationen bragte jesuitterne til byen, som byggede Jesu Navns Kirke i 1667 og grundlagde Jesuit Latin Grammar School.
I løbet af det 18. århundrede tjente byen på velhavende byfolk, som fik bygget statuer, springvand, kapeller og Mariasøjle. I 1773 blev jesuiterordenens rettigheder ophævet. Fra 1785 blev Telč germaniseret. I løbet af 1800-tallet udviklede industrien sig. Jernbanen blev bygget i 1898.

## Transport
Telč ligger på jernbanelinjen fra Havlíčkův Brod til Slavonice. Byen betjenes af to jernbanestationer.

## Seværdigheder
Den historiske bykerne ligger mellem Štěpnický og Ulický dammene og er også afgrænset af bymure. Det historiske centrum er beskyttet som et bymonumentreservat, og bydelen Telč-Staré Město er en urban monumentzone. Siden 1992 har Telč været på UNESCOs verdensarvsliste.
Bytorvet er et unikt kompleks af lang byplads med velbevarede renæssance- og barokhuse med høje gavle og arkader. Husene er blevet ensartet rekonstrueret i renæssancestilen og senere gavle og facader på nogle af dem blev individuelt ombygget. i de fleste tilfælde i barokstil.
Renæssanceslottet fra det 17. århundrede med en park i engelsk stil er et af torvets og hele byens vigtigste vartegn. En af de mest værdifulde dele er Allehelgenskapellet med stukudsmykning. Der er flere udstillingsruter, og slottet huser også en filial af Vysočina-museet med etnografiske, historiske og arkæologiske samlinger.

## Gallery
- Telč Slot
- Telč Slot, Første gård
- Telč Castle, bryllupshal
- Telč set over dammene
- Udsigt over centrum
- Zachariáše z Hradce pladsen
- Huse på pladsen
- Hus med Sgraffito